# Geranomyia grampianicola
Geranomyia grampianicola là một loài ruồi trong họ Limoniidae. Chúng phân bố ở miền Australasia.